# Greatest Hits (Red-Hot-Chili-Peppers-Album)
Greatest Hits (englisch für „Größte Hits“) ist ein Best-of-Album der US-amerikanischen Alternative-Rock-Band Red Hot Chili Peppers. Es wurde am 17. November 2003 über das Label Warner Bros. Records veröffentlicht.

## Inhalt
Die auf dem Album enthaltenen Lieder sind zum Großteil zuvor veröffentlichte Singles aus den fünf bis zu diesem Zeitpunkt zuletzt erschienenen Studioalben der Band. Diese sind Mother’s Milk (ein Song), Blood Sugar Sex Magik (vier Tracks), One Hot Minute (ein Stück), Californication (fünf Titel) und By the Way (zwei Lieder). Außerdem ist mit Soul to Squeeze ein Song vom Soundtrack zum Film Die Coneheads enthalten. Lediglich die Tracks Fortune Faded und Save the Population sind Neuveröffentlichungen.
Von den ersten drei Studioalben The Red Hot Chili Peppers, Freaky Styley und The Uplift Mofo Party Plan sind keine Stücke enthalten.

## Produktion
Nahezu alle Lieder des Albums wurden von dem Musikproduzent Rick Rubin produziert. Lediglich der Song Higher Ground stammt von Michael Beinhorn.

## Covergestaltung
Das Albumcover zeigt einen Mund, der roten Lippenstift trägt. Im Hintergrund befindet sich eine schwarze Box mit einem Messinstrument. Rechts oben im Bild befinden sich die Schriftzüge Red Hot Chili Peppers und Greatest Hits in Schwarz.

## Titelliste
| Nr. | Titel                | Länge | Album                      |
| --- | -------------------- | ----- | -------------------------- |
| 1   | Under the Bridge     | 4:25  | Blood Sugar Sex Magik      |
| 2   | Give It Away         | 4:43  | Blood Sugar Sex Magik      |
| 3   | Californication      | 5:29  | Californication            |
| 4   | Scar Tissue          | 3:35  | Californication            |
| 5   | Soul to Squeeze      | 4:52  | Soundtrack – Die Coneheads |
| 6   | Otherside            | 4:15  | Californication            |
| 7   | Suck My Kiss         | 3:35  | Blood Sugar Sex Magik      |
| 8   | By the Way           | 3:35  | By the Way                 |
| 9   | Parallel Universe    | 4:29  | Californication            |
| 10  | Breaking the Girl    | 4:54  | Blood Sugar Sex Magik      |
| 11  | My Friends           | 4:08  | One Hot Minute             |
| 12  | Higher Ground        | 3:23  | Mother’s Milk              |
| 13  | Universally Speaking | 4:16  | By the Way                 |
| 14  | Road Trippin’        | 3:25  | Californication            |
| 15  | Fortune Faded        | 3:21  | zuvor unveröffentlicht     |
| 16  | Save the Population  | 4:05  | zuvor unveröffentlicht     |

## Singleauskopplungen
Als Single wurde das Lied Fortune Faded ausgekoppelt. Der Song erreichte in Deutschland Platz 46 und hielt sich acht Wochen in den Top 100. Auch der zweite vorher unveröffentlichte Track Save the Population erschien als Single, allerdings nur in Japan und Spanien.

## Greatest Videos
Am gleichen Tag erschien auch eine Version mit einer DVD unter dem Namen Greatest Videos, die zusätzlich 16 bis zu diesem Zeitpunkt veröffentlichte Musikvideos der Gruppe enthält.

## Rezensionen
| Professionelle Bewertungen | Professionelle Bewertungen |
| -------------------------- | -------------------------- |
| Kritiken                   |                            |
| Quelle                     | Bewertung                  |
| laut.de                    | [ 3 ]                      |
| Rolling Stone              | [ 4 ]                      |
| allmusic                   | [ 5 ]                      |

Eberhard Dobler von laut.de bewertete das Album mit vier von möglichen fünf Punkten. Es stelle „eine gelungene bis überraschende Songauswahl inklusive zwei brandneuer Tracks dar“ und sei mit „massenhaft guten Peppers-Nummern“ gefüllt.

## Kommerzieller Erfolg

### Chartplatzierungen
Das Best-of-Album stieg in der 49. Kalenderwoche des Jahres 2003 auf Platz sechs in die deutschen Charts ein und erreichte in den folgenden Wochen mit Rang vier die Höchstposition. Insgesamt hielt sich das Album 29 Wochen in den Top 100, davon vier Wochen in den Top 10. In den Vereinigten Staaten erreichte das Album Position 18. In den deutschen Jahrescharts 2004 belegte der Tonträger Rang 49.
| ChartsChartplatzierungen       | Höchstplatzierung | Wochen |
| ------------------------------ | ----------------- | ------ |
| Deutschland (GfK)              | 4 (29 Wo.)        | 29     |
| Österreich (Ö3)                | 2 (47 Wo.)        | 47     |
| Schweiz (IFPI)                 | 2 (23 Wo.)        | 23     |
| Vereinigte Staaten (Billboard) | 18 (316 Wo.)      | 316    |
| Vereinigtes Königreich (OCC)   | 4 (331 Wo.)       | 331    |

| ChartsJahrescharts (2003)    | Platzierung |
| ---------------------------- | ----------- |
| Österreich (Ö3)              | 62          |
| Schweiz (IFPI)               | 53          |
| Vereinigtes Königreich (OCC) | 20          |

| ChartsJahrescharts (2004)      | Platzierung |
| ------------------------------ | ----------- |
| Deutschland (GfK)              | 49          |
| Österreich (Ö3)                | 22          |
| Schweiz (IFPI)                 | 27          |
| Vereinigte Staaten (Billboard) | 70          |
| Vereinigtes Königreich (OCC)   | 58          |

| ChartsJahrescharts (2016)      | Platzierung |
| ------------------------------ | ----------- |
| Vereinigte Staaten (Billboard) | 165         |
| Vereinigtes Königreich (OCC)   | 80          |

| ChartsJahrescharts (2017)      | Platzierung |
| ------------------------------ | ----------- |
| Vereinigte Staaten (Billboard) | 165         |

| ChartsJahrescharts (2018)      | Platzierung |
| ------------------------------ | ----------- |
| Vereinigte Staaten (Billboard) | 169         |
| Vereinigtes Königreich (OCC)   | 96          |

| ChartsJahrescharts (2019)      | Platzierung |
| ------------------------------ | ----------- |
| Vereinigte Staaten (Billboard) | 177         |
| Vereinigtes Königreich (OCC)   | 88          |

| ChartsJahrescharts (2020)      | Platzierung |
| ------------------------------ | ----------- |
| Vereinigte Staaten (Billboard) | 173         |
| Vereinigtes Königreich (OCC)   | 73          |

| ChartsJahrescharts (2021)      | Platzierung |
| ------------------------------ | ----------- |
| Vereinigte Staaten (Billboard) | 179         |
| Vereinigtes Königreich (OCC)   | 76          |

| ChartsJahrescharts (2022)    | Platzierung |
| ---------------------------- | ----------- |
| Vereinigtes Königreich (OCC) | 57          |

| ChartsJahrescharts (2023)    | Platzierung |
| ---------------------------- | ----------- |
| Vereinigtes Königreich (OCC) | 53          |

| ChartsJahrescharts (2024)    | Platzierung |
| ---------------------------- | ----------- |
| Vereinigtes Königreich (OCC) | 54          |

### Auszeichnungen für Musikverkäufe
Für mehr als 400.000 verkaufte Exemplare wurde Greatest Hits in Deutschland 2014 mit Doppel-Platin ausgezeichnet. Im Vereinigten Königreich erhielt das Album für über 2,1 Millionen verkaufte Einheiten 7-fach-Platin und in den Vereinigten Staaten Doppelplatin für über zwei Millionen Verkäufe. Die gesamten Verkaufszahlen in Europa belaufen sich auf mehr als drei Millionen, wofür das Album 2012 mit 3-fach-Platin ausgezeichnet wurde.
| Land/Region                  | Auszeichnungen für Musikverkäufe (Land/Region, Auszeichnung, Verkäufe) | Verkäufe    |
| ---------------------------- | ---------------------------------------------------------------------- | ----------- |
| Argentinien (CAPIF)          | Platin                                                                 | 40.000      |
| Australien (ARIA)            | 6× Platin                                                              | 420.000     |
| Belgien (BRMA)               | Platin                                                                 | (50.000)    |
| Brasilien (PMB)              | Gold                                                                   | 50.000      |
| Dänemark (IFPI)              | Platin                                                                 | (40.000)    |
| Deutschland (BVMI)           | 2× Platin                                                              | (400.000)   |
| Europa (IFPI)                | 3× Platin                                                              | 3.000.000   |
| Finnland (IFPI)              | Gold                                                                   | (17.920)    |
| Frankreich (SNEP)            | Gold                                                                   | (100.000)   |
| Griechenland (IFPI)          | Platin                                                                 | (20.000)    |
| Italien (FIMI)               | Platin                                                                 | (50.000)    |
| Japan (RIAJ)                 | Platin                                                                 | 250.000     |
| Neuseeland (RMNZ)            | 2× Platin                                                              | 30.000      |
| Niederlande (NVPI)           | Gold                                                                   | (40.000)    |
| Österreich (IFPI)            | Gold                                                                   | (15.000)    |
| Schweden (IFPI)              | Gold                                                                   | (30.000)    |
| Schweiz (IFPI)               | 2× Platin                                                              | (80.000)    |
| Spanien (Promusicae)         | Gold                                                                   | (50.000)    |
| Vereinigte Staaten (RIAA)    | 2× Platin                                                              | 2.000.000   |
| Vereinigtes Königreich (BPI) | 7× Platin                                                              | (2.100.000) |
| Insgesamt                    | 7× Gold · 30× Platin ·                                                 | 6.140.000   |

Hauptartikel: Red Hot Chili Peppers/Auszeichnungen für Musikverkäufe